# エルムハースト (イリノイ州)
エルムハースト（Elmhurst）は、アメリカ合衆国イリノイ州のデュページ郡にある都市。人口は4万5786人（2020年）。シカゴの西30キロメートルに位置している。
富裕層の住民が多い。

## 概要
ヨーロッパ人の入植が始まったのは1840年頃である。アイルランド人の割合が高かった。1849年に鉄道が開通しシカゴと結ばれた。1882年には村として法人化した。
現在はメトラのエルムハースト駅を中心に商業地が形成されている。駅前にはエルムハースト大学という小さな私立大学が立地している。毎年3月17日には聖パトリックのパレードが開催される。

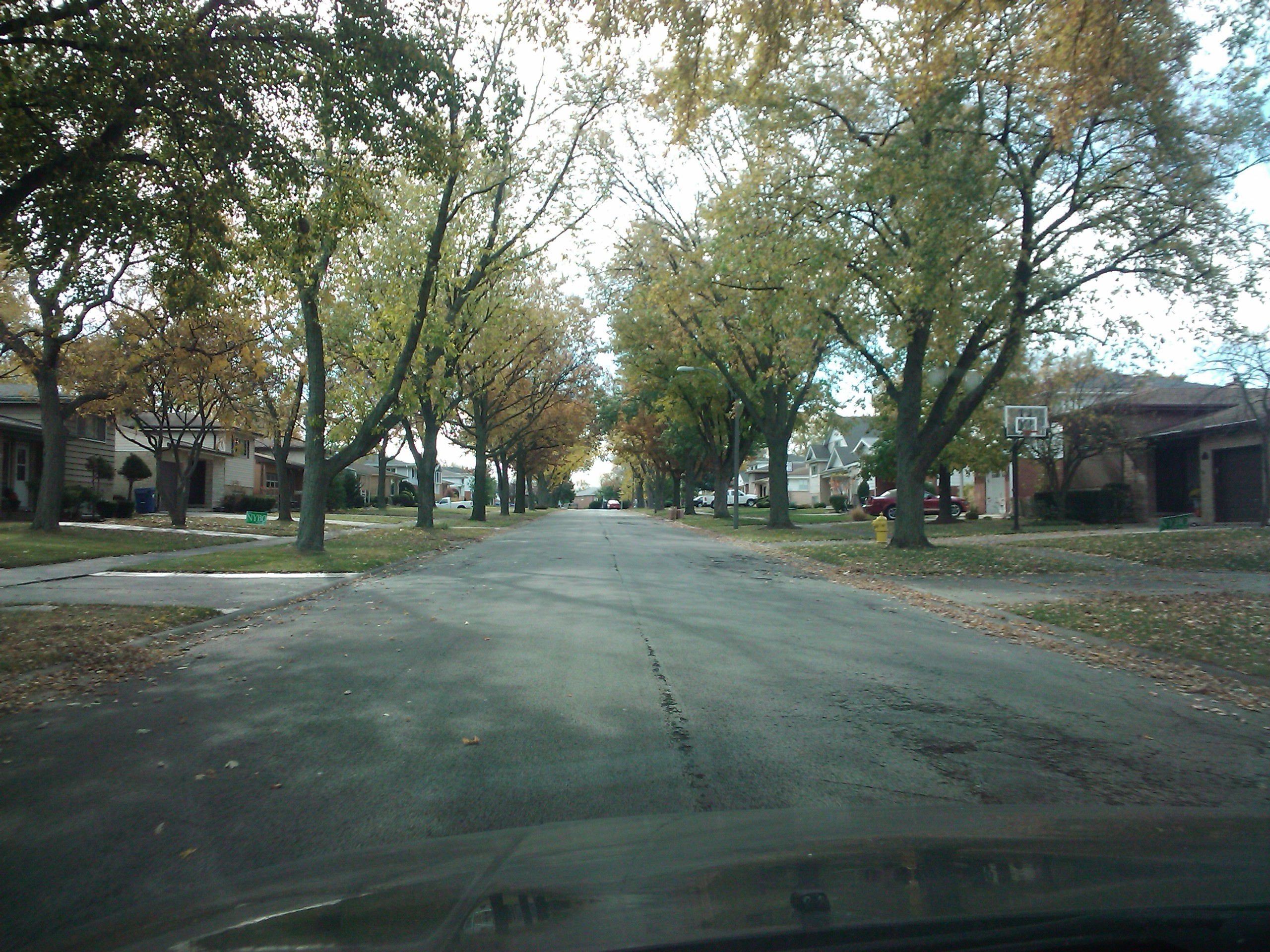
エルムハーストの住宅地